# Salman Al-Moasher
Salman Al-Moasher (in arabo سلمان المؤشر‎?; La Mecca, 5 ottobre 1988) è un calciatore saudita, centrocampista dell'Al-Jubail.

## Carriera

### Club
Ha sempre giocato nel campionato saudita, alternando stagioni tra la massima e la seconda serie araba.

### Nazionale
Ha esordito in Nazionale nel 2012.